# هنري غروبر
هنري غروبر (بالإنجليزية: Henry Gruber)‏ هو لاعب كرة قاعدة أمريكي، ولد في 14 ديسمبر 1863 في هامدن في الولايات المتحدة، وتوفي في 26 سبتمبر 1932 في نيو هيفن في الولايات المتحدة.